# (346261) Alexandrescu
(346261) Alexandrescu est un astéroïde de la ceinture principale.

## Description
(346261) Alexandrescu est un astéroïde de la ceinture principale. Il fut découvert le 12 mars 2008 à La Silla par le programme EURONEAR. Il présente une orbite caractérisée par un demi-grand axe de 2,24 UA, une excentricité de 0,17 et une inclinaison de 6,6° par rapport à l'écliptique.

## Compléments